# صدا و سیمای لرستان
صدا و سیمای لرستان یکی از مراکز صدا و سیمای جمهوری اسلامی ایران است که در شهر خرم‌آباد فعالیت می‌کند.
این مرکز دارای شبکه استانی سیما (شبکه افلاک) و استانی صدا (رادیو خرم‌آباد) و رادیو شهری (رادیو بروجرد) است.
این مرکز، سیستم تدوین، استودیو موسیقی، خبر و پخش خود را کاملاً به دیجیتال تبدیل کرده ‌است

## شبکه افلاک

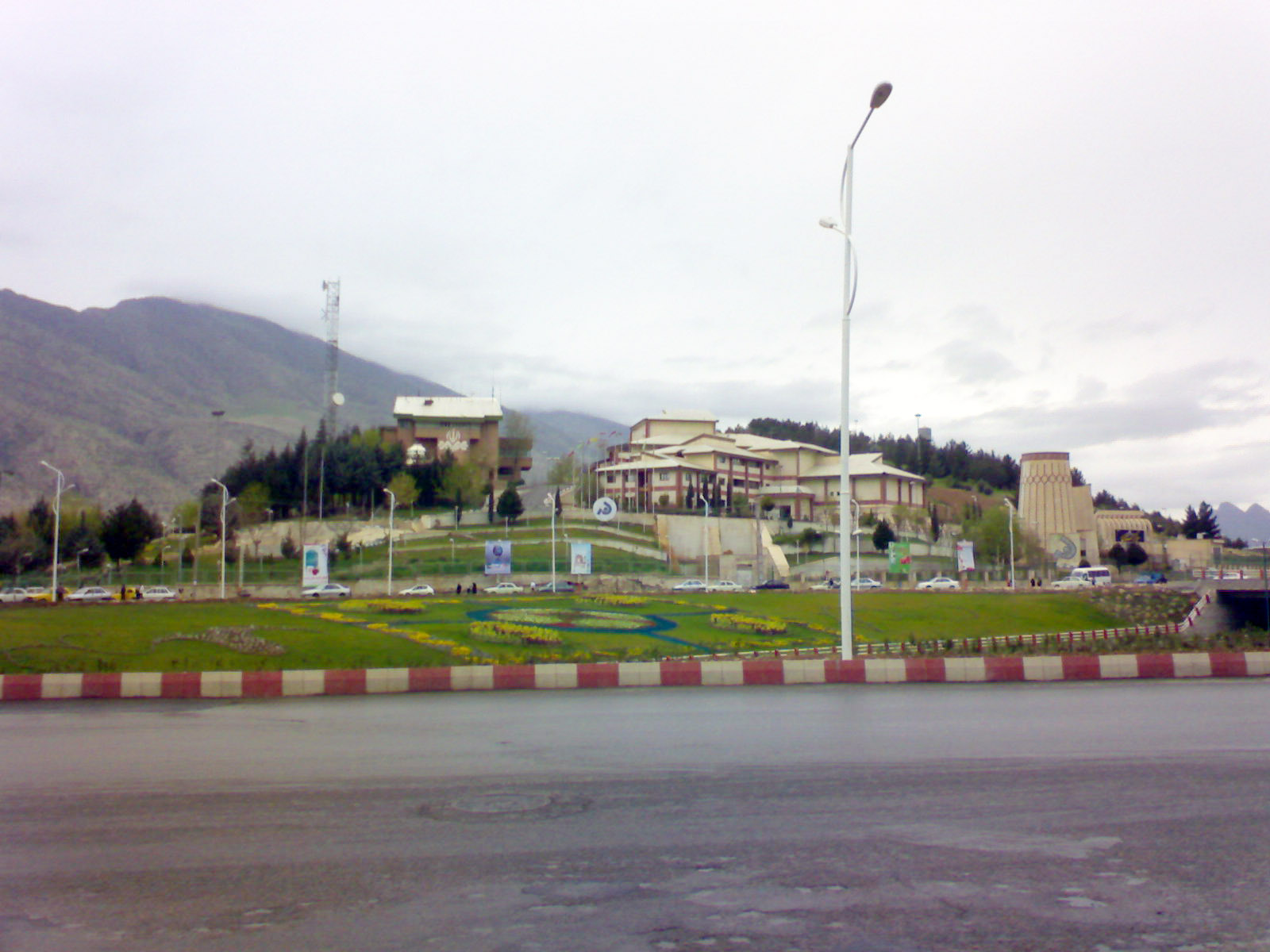
ساختمان صدا و سیمای لرستان در خرم‌آباد

تلویزیون از سال ۱۳۵۱ با نصب چند ایستگاه فرستنده تلویزیونی بخشی از شهرستانهای لرستان تحت پوشش قرار گرفت. برنامه‌های این مرکز پیش از ایجاد شبکه استانی از سال ۱۳۶۷ با افتتاح تلویزیونی محلی استان فعالیت خود را به‌طور منسجم در مر کز آغاز نمود.
نلویزیون محلی استان بر روی شبکه اول سیما در صبح روزهای جمعه پخش می‌شد و رویدادهای استان نیز در قالب خبر استان هر روزه ساعت ۱۶:۳۰ بر روی شبکه اول سیما پخش می‌شد. شبکه استانی این مرکز با حضور رئیس وقت سازمان علی لاریجانی در تاریخ ۱۷ مهر ۱۳۸۱ مصادف با میلاد حسین بن علی به بهره‌برداری رسید.
همچنین در سال ۱۳۸۷ پخش ماهواره‌ای آن آغاز گردید. در این مراسم با حضور معاون وقت امور مجلس و استانها حجت‌الاسلام و المسلمین موسوی مقدم پخش‌ بر روی ماهواره اینتل‌ست ۳۹ و به این صورت که به وسیله فیبرنوری به مرکز خوزستان رفته و در آن مرکز به روی ماهواره فرستاده می‌شود، شروع شد.

## رادیو خرم‌آباد
اسامی کارمندان رادیو خرم آباد
تهیه کنندگان:،سوسن درجزینی،منوچهروالیزاده،جلال قربانی ومحمدپریسارواسدالله احمدی
صدابرداران:مهوش طهماسبی،مریم پاکدل،جواد دانش پایه،سامان کرمپوریان
گزارشگران(خبرنگاران)،احسان شیران،سیدبهمن نجفی،فاطمه فلاحکردی
گویندگان:بیتاعلیشاهی،سهیلاسلاحورزی ،شریف پاکنژاد،لیلامحمدی
ارزیاب:آذرآریایی،رادمهر ،ساراگرامی  
لازم به ذکراست ازسوی شورای ارزیابی صدای استانها مهوش طهماسبی بهترین صدابردارو احسان شیران بهترین گوینده وآذرآریایی بهترین ارزیاب معرفی شده اند
اماسایر کارمندان رادیوخرم اباد عبارتنداز:
مهتاب بیرانوند،مریم رشیدی،زهرا حسن زاده ،زهرااحمدی فر ،سیمین آزادی،عبادکولیوند،مریم نظری،سارادکاموند،مریم گنجی،عباس ملک فرد،سامان اعتباری،منوچهرآبادی علی سهیلی،سعیدهدایتی،سیمین نعمتی،کامیارجان احمدی،کیمیامعتمدی،مهران والیزاده ،امان اعتباری ورضاخلیفه نژادمیباشند

## رادیو بروجرد
رادیو بروجرد که به صورت 24 ساعته شهرستان های بروجرد،ملایر،نهاوند،کنگاور،دورود،ازنا،تویسرکان و الیگودرز را پوشش میدهد و به زبان فارسی‌بروجردی و فارسی معیار پخش میکند 

## سیمای استان زاگرس
سیمای استان‌زاگرس که به صورت 24 ساعته شهرستان های بروجرد،ملایر،نهاوند،کنگاور،دورود،ازنا،تویسرکان، و الیگودرز را پوشش میدهد و به زبان فارسی‌بروجردی و فارسی معیار پخش میکند